# William Bentsen
William Bruce Bentsen (18 de febrero de 1930-25 de diciembre de 2020) fue un deportista estadounidense que compitió en vela en las clases Flying Dutchman y Soling.
Participó en dos Juegos Olímpicos de Verano en los años 1964 y 1972, obteniendo dos medallas, bronce en Tokio 1964 (Flying Dutchman) y oro en Múnich 1972 (Soling).

## Palmarés internacional
| Juegos Olímpicos | Juegos Olímpicos | Juegos Olímpicos  | Juegos Olímpicos |
| Año              | Lugar            | Medalla           | Clase            |
| ---------------- | ---------------- | ----------------- | ---------------- |
| 1964             | Tokio (Japón)    | Medalla de bronce | Flying Dutchman  |

| Juegos Olímpicos | Juegos Olímpicos | Juegos Olímpicos | Juegos Olímpicos |
| Año              | Lugar            | Medalla          | Clase            |
| ---------------- | ---------------- | ---------------- | ---------------- |
| 1972             | Múnich (RFA)     | Medalla de oro   | Soling           |